# Fernando Trueba

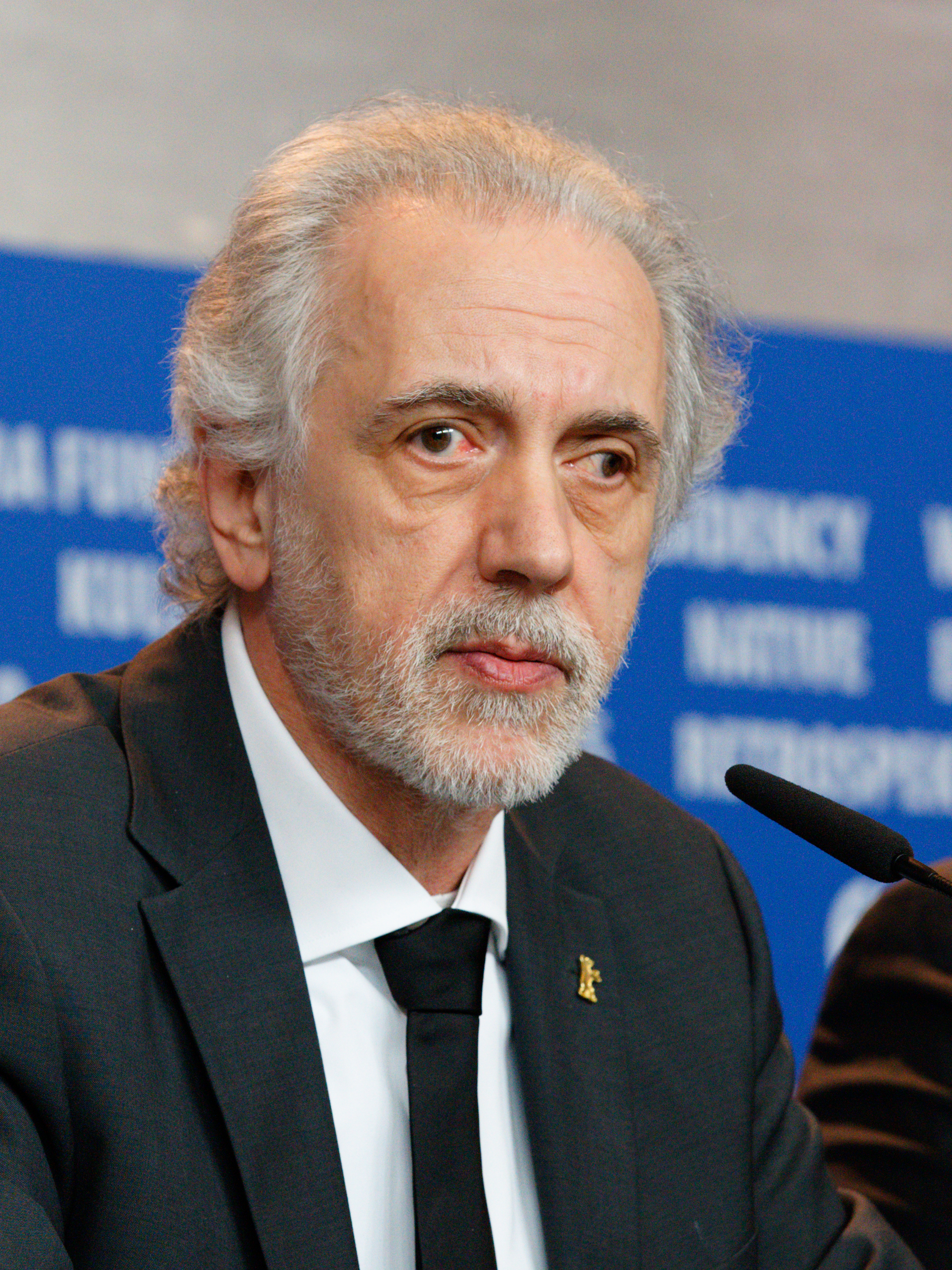
Fernando Trueba bei der Berlinale 2017

Fernando Trueba (* 18. Januar 1955 in Madrid) ist ein spanischer Filmregisseur, Drehbuchautor und Filmproduzent.

## Leben
Trueba begann seine Filmarbeit als Filmkritiker. Seinen ersten großen Erfolg als Regisseur hatte er 1980 mit dem Film Opera prima. Den größten internationalen Erfolg feierte er mit dem Film Belle Epoque, der 1993 zahlreiche nationale und internationale Preise erhielt, unter anderem den Oscar für den besten fremdsprachigen Film. Der Film bedeutete für die Schauspielerin Penélope Cruz ebenso den internationalen Durchbruch wie für Trueba als Regisseur. Trueba gewann insgesamt dreimal den Goya als bester Regisseur.
Fernando Trueba ist mit der Filmproduzentin Christina Huete verheiratet. Er ist der Bruder des Schriftstellers, Schauspielers, Drehbuchautors, Regisseurs und Filmproduzenten David Trueba. Auch Fernando Truebas Sohn mit Christina Huete, der 1981 geborene Jonás Trueba, arbeitet als Regisseur und Drehbuchautor.

## Filmografie (Auswahl)
- 1980: Erste Werke (Opera prima)
- 1986: Jahr der Aufklärung (El año de las luces)
- 1989: Die Frau deines Lebens: Die Unerwartete (La mujer de tu vida: La mujer inesperada)
- 1989: Twisted Obsession (El sueño del mono loco)
- 1992: Belle Epoque (Belle epoque)
- 1995: Two Much – Eine Blondine zuviel (Two Much)
- 1998: Das Mädchen deiner Träume (La niña de tus ojos)
- 2000: Calle 54
- 2002: The Shanghai Spell (El embrujo de Shanghai)
- 2003: Blanco y negro
- 2004: El milagro de Candeal
- 2009: El baile de la victoria
- 2010: Chico & Rita
- 2012: Das Mädchen und der Künstler (El artista y la modelo)
- 2016: La reina de España
- 2023: They Shot the Piano Player

## Auszeichnungen (Auswahl)
- 1994: Oscar als Bester fremdsprachiger Film für Belle Epoque
- 2011: Bester Animationsfilm in der Kategorie AniMovie beim Trickfilmfestival Stuttgart für Chico & Rita
- 2012: Silberne Muschel beim Internationalen Filmfestival in San Sebastián für Das Mädchen und der Künstler

sowie zahlreiche weitere Preise und Auszeichnungen.